# Swing (rytm)
Swing – specyficzny rytm wykorzystywany w jazzie i gatunkach pokrewnych (np. w bluesie czy country).
W odróżnieniu od zwykłego rytmu, gdzie kolejne podziały taktu są równej długości, w swingu następują po sobie podziały dłuższe i krótsze. W typowym swingu wahają się od 3:1 do 1:1, najczęściej 2:1.
Rytm swingowy słychać np. w utworze „Czerwony jak cegła” grupy Dżem.

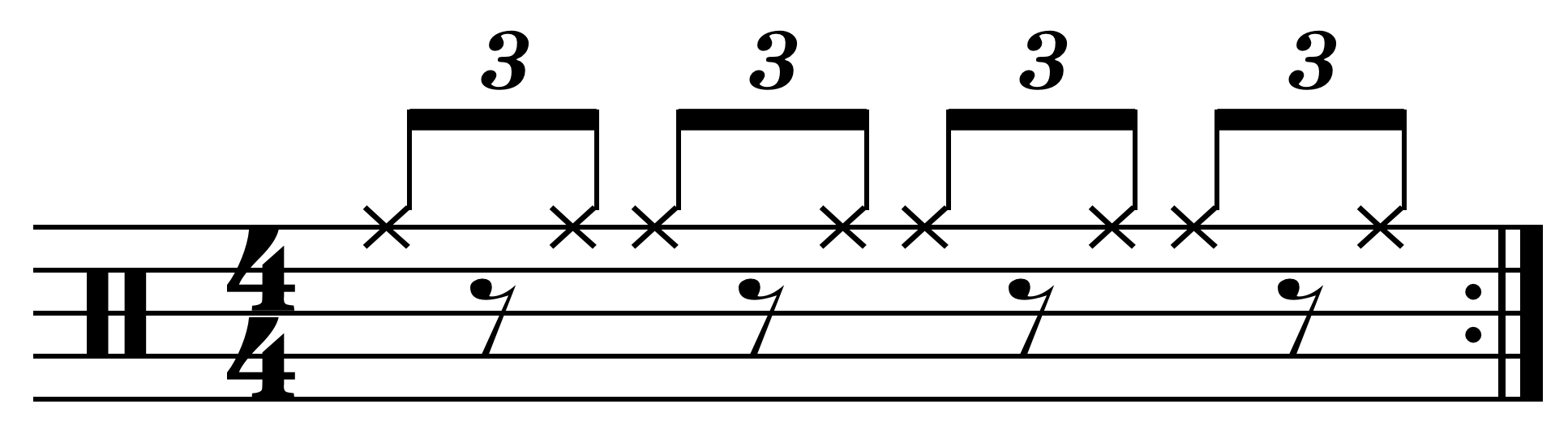
Podstawowy rytm swingowy